# Xã Tate, Quận Saline, Illinois
Xã Tate (tiếng Anh: Tate Township) là một xã thuộc quận Saline, tiểu bang Illinois, Hoa Kỳ. Năm 2010, dân số của xã này là 298 người.